# Köttkorv
Köttkorv är en tjock orökt korv som består av nötkött, fläskkött, lök, potatismjöl, kryddor och vatten. Köttandel ca. 50%. Den säljs numera oftast kokt, men säljs även rå kring jul.
Köttkorv, som kan betraktas som svensk husmanskost, äts såväl stekt eller grillad som kokt. Ett exempel på vanliga tillbehör till kokt köttkorv är rotmos och senap. 
Köttkorv var fram till 2002 namnskyddad i Sverige, och skulle innehålla minst 40 procent kött. Den särskilda svenska regleringen togs därefter bort, och endast EU-gemensamma regler för korvars sammansättning tillämpas sedan 2003.
Köttkorv ingår i gruppen svenska orökta korvar, som även innefattar fläskkorv, värmlandskorv, grynkorv och stångkorv. Köttkorv och fläskkorv är mycket snarlika.